# Mistrzostwa Świata w Łyżwiarstwie Szybkim na Dystansach 2024
23. Mistrzostwa świata w łyżwiarstwie szybkim na dystansach – zawody w łyżwiarstwie szybkim, które odbywały się w dniach 15–18 lutego 2024 roku na torze Olympic Oval w kanadyjskim Calgary. Rozegranych zostało po osiem konkurencji dla kobiet i mężczyzn.

## Klasyfikacja medalowa
*   Gospodarz ( Kanada)
| Miejsce | Reprezentacja     | Złoto | Srebro | Brąz | Razem |
| ------- | ----------------- | ----- | ------ | ---- | ----- |
| 1       | Holandia          | 6     | 3      | 4    | 13    |
| 2       | Stany Zjednoczone | 3     | 1      | 1    | 5     |
| 3       | Kanada*           | 2     | 6      | 2    | 10    |
| 4       | Włochy            | 2     | 1      | 0    | 3     |
| 5       | Japonia           | 2     | 0      | 1    | 3     |
| 6       | Belgia            | 1     | 0      | 0    | 1     |
| 7       | Chiny             | 0     | 3      | 0    | 3     |
| 8       | Norwegia          | 0     | 1      | 3    | 4     |
| 9       | Korea Południowa  | 0     | 1      | 0    | 1     |
| 10      | Polska            | 0     | 0      | 2    | 2     |
| 10      | Czechy            | 0     | 0      | 2    | 2     |
| 12      | Szwajcaria        | 0     | 0      | 1    | 1     |
| Razem   | Razem             | 16    | 16     | 16   | 48    |

## Medale
| Konkurencja      | Złoto                                                                 | Srebro                                                             | Brąz                                                                            |
| Kobiety          |                                                                       |                                                                    |                                                                                 |
| 500 metrów       | Femke Kok                                                             | Kim Min-sun                                                        | Kimi Goetz                                                                      |
| 1000 metrów      | Miho Takagi                                                           | Han Mei                                                            | Jutta Leerdam                                                                   |
| 1500 metrów      | Miho Takagi                                                           | Han Mei                                                            | Joy Beune                                                                       |
| 3000 metrów      | Irene Schouten                                                        | Isabelle Weidemann                                                 | Martina Sáblíková                                                               |
| 5000 metrów      | Joy Beune                                                             | Irene Schouten                                                     | Martina Sáblíková                                                               |
| Start masowy     | Irene Schouten                                                        | Ivanie Blondin                                                     | Marijke Groenewoud                                                              |
| Bieg drużynowy   | Holandia · Joy Beune · Irene Schouten · Marijke Groenewoud            | Kanada · Valérie Maltais · Ivanie Blondin · Isabelle Weidemann     | Japonia · Momoka Horikawa · Ayano Satō · Miho Takagi                            |
| Sprint drużynowy | Kanada · Ivanie Blondin · Carolina Hiller · Maddison Pearman          | Stany Zjednoczone · Brittany Bowe · Erin Jackson · Sarah Warren    | Polska · Karolina Bosiek · Andżelika Wójcik · Iga Wojtasik                      |
| Mężczyźni        |                                                                       |                                                                    |                                                                                 |
| 500 metrów       | Jordan Stolz                                                          | Laurent Dubreuil                                                   | Damian Żurek                                                                    |
| 1000 metrów      | Jordan Stolz                                                          | Ning Zhongyan                                                      | Kjeld Nuis                                                                      |
| 1500 metrów      | Jordan Stolz                                                          | Kjeld Nuis                                                         | Peder Kongshaug                                                                 |
| 5000 metrów      | Patrick Roest                                                         | Davide Ghiotto                                                     | Sander Eitrem                                                                   |
| 10 000 metrów    | Davide Ghiotto                                                        | Ted-Jan Bloemen                                                    | Graeme Fish                                                                     |
| Start masowy     | Bart Swings                                                           | Antoine Gélinas-Beaulieu                                           | Livio Wenger                                                                    |
| Bieg drużynowy   | Włochy · Andrea Giovannini · Davide Ghiotto · Michele Malfatti        | Norwegia · Sander Eitrem · Peder Kongshaug · Sverre Lunde Pedersen | Kanada · Connor Howe · Antoine Gélinas-Beaulieu · Hayden Mayeur                 |
| Sprint drużynowy | Kanada · Laurent Dubreuil · Antoine Gélinas-Beaulieu · Anders Johnson | Holandia · Janno Botman · Jenning de Boo · Tim Prins               | Norwegia · Håvard Holmefjord Lorentzen · Bjørn Magnussen · Henrik Fagerli Rukke |